# Boys Be (EP)
Boys Be è il secondo EP della boy band sudcoreana Seventeen, pubblicato nel 2015.

## Tracce
1. 표정관리 (Fronting) (Hip-Hop unit + Woozi and Hoshi) – 3:05
2. 만세 (Mansae) – 3:07
3. 어른이 되면 (When I Grow Up) (Vocal unit) – 3:23
4. OMG (Performance unit) – 3:04
5. ROCK – 3:12